# Maulach (Fluss)
Die Maulach ist ein – je nach Quellast, mit dem man den Bach beginnen lassen will – elf bis unter zwölf Kilometer langer Bach im Gebiet der Stadt Crailsheim im Landkreis Schwäbisch Hall im nordöstlichen Baden-Württemberg. Sie entsteht südwestlich des Weilers Maulach der Stadt im Höhenwald nördlich des Burgbergs, den sie in kurzem Lauf etwa nordwärts verlässt, um dann in langem, gefällearmem und ungefähr südöstlichem Lauf zur Jagst zwischen Jagstheim und Ingersheim an der Jagst zu ziehen, in die sie von links etwas nach der Speltach einfließt.

## Name
Der Fluss tritt 846 im Gaunamen Maulachgau (Mulahgouue) erstmals schriftlich in Erscheinung. Die Deutung des Namens ist unsicher. Er könnte sich vom germanischen *mūla- mit der Bedeutung „feucht, modrig, unreine Flüssigkeit, Schlamm, Sumpf“ ableiten.

## Geographie

### Oberlauf Maulach
Der Oberlauf mit dem Namen Maulach entsteht in einer langen Wiesenbucht im Waldgewann Rennschlag des nördlichen Burgbergwalds auf etwa 449 m ü. NHN, etwa 800 Meter südlich des Crailsheimer Weilers Ölhaus. In dieser läuft der Quellbach nordöstlich. Wo sich die Bucht öffnet, durchfließt er den Bauernsee und fließt dann nach etwa 0,9 km wenig vor dem Saum des Burgbergwaldes auf etwa 433 m ü. NHN mit dem längeren rechten Oberlauf zusammen.

### Oberlauf Buchklingenbach
Der Buchklingenbach entspringt tiefer im Wald etwa 1,1 km nordnordöstlich des Burgbergturms an einem Waldwegstern gegenüber einem kleinen Tümpel auf etwa 468 m ü. NHN, etwa einen Viertelskilometer westlich eines aufgelassenen Steinbruchs. Auf Nordlauf durchzieht er die zunächst enge Buchklinge. Nach einer Weitung der Talmulde durchläuft er in einer Lichtung nacheinander die drei Buchklingenseen, nach erneutem Waldlauf mündet er nach 1,6 km vor dem Wald in die Maulach. Dieser Quellast ist nicht nur länger, sondern auch etwas einzugsgebietsreicher als die Maulach bis zum Zusammenfluss und ist deshalb hydrologisch der Hauptoberlauf.

### Verlauf
Die Maulach beginnt nun einen kleinen Bogen nach rechts über die flache Aue und unterquert dabei die Bahnstrecke Heilbronn–Crailsheim. Einen Kilometer weiter nimmt sie auf 429 m ü. NHN zwischen Bahnstrecke und der sie in weitem Abstand links begleitenden L 2218 den Gaumannseebach auf, den ersten von nur zwei nördlichen Zuflüssen aus dem Bereich des Reußenbergs. Ab hier fließt sie beständig in weiter Aue etwa südöstlich, erst zwischen den zwei Verkehrswegen südlich am Weiler Maulach vorbei, nach dem der Schwarzlachenbach ihr den Abfluss der meisten Seen am Reußenberg zuführt. In weitem Abstand südwestlich das Dorf Roßfeld passierend, wechselt sie auf die andere Seite der Bahnstrecke und erfährt dann gleich nahe den Resten der Wasserburg Flügelau von Westen her Zulauf vom Herrenbach, ihrem längsten Nebenfluss, der etwas nördlich des Burgbergkuppe entsteht.
Sie berührt nun den Westrand des Industriegebietes Flügelau, dort entsteht nur einen Steinwurf links von ihr in der weiten Talebene das ihr anderthalb Kilometer lang parallel laufende Dornwasenbächle, mit dem sie sich später vereint, und fließt nun etwas südlicher auf Onolzheim zu. Bis dort sind dann mit dem Brenntenwasenbach und dem Aspenbächle ihre letzten zwei großen Nebenbäche vom Ostrand des Burgbergwaldes her zugeflossen. In Onolzheim wird sie von der L 1066 gekreuzt. Dem Dorfende zu zweigt links der lange Mühlkanal zur Hammerschmiede ab, der nach dieser gut einen Kilometer weiter flussabwärts wieder zurückläuft. Von dort an fließt sie östlich, unterquert die Obere Jagstbahn und mündet zwischen dem Gehöft Jakobsburg und dem Stöckenhof nach kurzem Nordlauf von links und auf 402,6 m ü. NHN in die obere Jagst.
Die Maulach ist vom Ursprung des Buchklingenbachs an gerechnet 11,7 km lang, von ihrem eigenen an gerechnet 11,0 km, davon entfallen etwa 9,1 km auf den Abschnitt von etwas vor Maulach an, auf dem sie südöstlich läuft. Das diesen Laufstrecken jeweils entsprechende mittlere Sohlgefälle liegt zwischen 6 und 5 ‰, bei etwa 4 ‰ und bei etwa 3 ‰.

### Einzugsgebiet
Das Einzugsgebiet der Maulach ist 24,9 km² groß, es umfasst an den zwei Oberläufen und auch später rechts an die Aue anschließend den zuallermeist bewaldeten nordöstlichen Randstreifen des Unter-Naturraums Burgberg-Vorhöhen und Speltachbucht der Schwäbisch-Fränkischen Waldberge, daneben in deren Vorland einen nur kleinen Anteil in der Haller Ebene und einen großen in der Crailsheimer Bucht, beides Unterräume des Nachbarnaturraums Hohenloher und Haller Ebene.
Fast überall im Einzugsgebiet steht der Gipskeuper (Grabfeld-Formation) an, der nur auf dem Burgbergplateau und einer nahen Hochfläche noch vom Schilfsandstein (Stuttgart-Formation) bedeckt ist. Durch eingelagerte dolomitische, erosionsresistente Schichten zeigt der Gipskeuper vielerorts am Rand des Einkornwaldes zur flachen Gewässermulde ein abgestuftes Profil. Unterhalb von Onolzheim beginnt in der Aue eine kleine Teilfläche mit Lettenkeuper (Erfurt-Formation). Auf dem größten Teil ihres Laufes zeigt die Maulach die südöstliche Fließrichtung des alten danubischen Flusssystems vor der rheinischen Flussanzapfung und -umkehr.
Reihum grenzen an die Einzugsgebiets des Kirchberg-Lobenhausener Grundbachs kurz im Norden, dann des Schmiedebachs, des Lindenbachs, des Sauerbrunnenbachs und jagstaufwärts fortschreitend kleinerer linker Zuflüsse der sie alle aufnehmenden Jagst im Stadtgebiet von Crailsheim von Norden bis Osten. Von seinem südöstlichsten Ausläufer Ehberg bei Jagstheim an läuft die Wasserscheide an der Südostseite über den Kamm des Burgbergwaldes bis etwas nordwestlich des Burgbergs selbst und trennt vom größeren Entwässerungsgebiet der Speltach auf der Gegenseite, die der Jagst kurz vor der Maulach zuläuft. Jenseits der anschließenden, sehr kurzen Westgrenze entsteht der Aalenbach, jenseits der etwas längeren Nordwestgrenze vom Burgbergwald bis zum Reußenberg die Schmerach, beide entwässern über die Bühler zum Kocher. Der letztgenannte Abschnitt der Gesamtwasserscheide ist in der Natur wenig auffällig, etwas mehr die linke, die vom Reußenberg bis zum Onolzheimer Kreuzberg typischerweise 450–455 m ü. NHN erreicht und danach recht flach ausläuft, am meisten aber die rechte, in deren Verlauf das kleine Hochplateau auf der Kuppe des Burgbergs mit 534,1 m ü. NHN am höchsten überhaupt aufragt.
Die Maulach verläuft zur Gänze auf der Gemarkung der Stadt Crailsheim. Nur die Nachbargemeinde Frankenhardt hat mit nur kleinen Randschnipseln auf den Burgberghöhen ebenfalls Anteil am Einzugsgebiet.

### Zuflüsse
- Buchklingenbach (rechts), 1,6 km
- Herschenbach (links), 0,7 km
- Gaumannseebach (links), 1,2 km
- Hasenbühlbach (rechts), 1,7 km
- Schwarzlachenbach (links), 1,9 km und 1,8 km²
- Seewiesenbach (rechts), 1,2 km
- Herrenbach (rechts), 3,4 km und 2,8 km²
- Brenntenwasenbach (rechts), 1,9 km und 1,2 km²
- Dornwasenbächle (links), 1,6 km
- Aspenbächle (rechts), 2,3 km und 3,6 km²
- Quellbach (rechts), 0,6 km

### Orte
am Lauf mit ihren Zugehörigkeiten. Nur die Namen tiefster Schachtelungsstufe bezeichnen Siedlungsanrainer.
- Stadt Crailsheim
  - Stadtteil Roßfeld
    - Maulach (Weiler, links)
    - Industriegebiet Flügelau (links)

  - Stadtteil Onolzheim
    - Onolzheim (Dorf)
    - Hammerschmiede (Wohnplatz, links)

## Sehenswürdigkeiten und Bauwerke
- Der Burgbergwald, aus dem sämtliche rechten Zuflüsse zur Maulach stammen, ist ein beliebtes Wandergebiet. Vom Turm auf dem Burgberg ist ein großer Teil des Einzugsgebietes zu überschauen.
- Nördlich des Weilers Maulach liegt die Gipserosionslandschaft des Reußenbergs, eine überwiegend bewaldete, sehr unruhige Hügellandschaft, geprägt von sumpfigen Kuhlen und mit Tümpeln gefüllten Dolineneinbrüchen.
- An der Mündung des Herrenbachs südlich von Roßfeld liegt die Ruine der Wasserburg Flügelau, am Geländeprofil gut erkennbar.

### LUBW
Amtliche Online-Gewässerkarte mit passendem Ausschnitt und den hier benutzten Layern: Lauf und Einzugsgebiet der Maulach

Allgemeiner Einstieg ohne Voreinstellungen und Layer: Daten- und Kartendienst der Landesanstalt für Umwelt Baden-Württemberg (LUBW) (Hinweise)
1. 1 2 3 4  Höhe nach dem Höhenlinienbild auf dem Hintergrundlayer Topographische Karte.
2. 1 2  Höhe nach blauer Beschriftung auf dem Hintergrundlayer Topographische Karte.
3. ↑  Länge nach dem Layer Gewässernetz (AWGN).
4. ↑  Einzugsgebiet aufsummiert aus den Teileinzugsgebieten nach dem Layer Basiseinzugsgebiet (AWGN).

### Andere Belege
1. ↑  Daten- und Kartendienst der Landesanstalt für Umwelt Baden-Württemberg (LUBW) (Hinweise)
2. ↑  Albrecht Greule: Deutsches Gewässernamenbuch. Walter de Gruyter, Berlin / Boston 2014, ISBN 978-3-11-057891-1, S. 341 f., „Maulach“ (Auszug in der Google-Buchsuche).
3. ↑  Wolf-Dieter Sick: Geographische Landesaufnahme: Die naturräumlichen Einheiten auf Blatt 162 Rothenburg o. d. Tauber. Bundesanstalt für Landeskunde, Bad Godesberg 1962. → Online-Karte (PDF; 4,7 MB)
4. ↑  Geologie grob nach: Mapserver des Landesamtes für Geologie, Rohstoffe und Bergbau (LGRB) (Hinweise)